# The Morendoes
The  Morendoes (también conocida como sólo Morendoes) es una banda de metal gótico de Stavanger, Noruega, formada en 1994 y disuelta en 2001. En 2014, se reagrupó con varios miembros nuevos.

## Historia
La banda fue formada bajo el nombre de Wake en 1994, y originalmente lanzó  un demo de poco éxito. Cuando descubrieron que varios otros grupos tenían un nombre similar, decidieron cambiarla al definitivo The  Morendoes. La formación inicial sólo incluía a Jan Kenneth Barkved (voz), Tommy Olsson (guitarras) y Lars Bjørnar (batería).
En 1994 firmaron un contrato con la etiqueta alemaana independiente Rebel Records y lanzaron su EP debut, titulado There is no Salvation. Para la grabación, conformaron una banda con tres miembros más: Jon Arve Jøssang (guitarra), Sveinung Eie (bajo) y Jon Eirik Steinstø (teclados). 
En 1995  The Morendoes tuvo un período turbulento cuando Barkved y Bjørnar abundaron el proyecto. El problema fue resuelto temporalmente, cuando fueron reemplazados por el  cantante  Østen Bergøy (quien más tarde se convirtió en un miembro de Tristania), y una caja de ritmos como batería programada. 
En 1995 The Morendoes tomó parte en la compilación llamada Touched By The Hand Of Goth  (CD Sub Terranean Records).
Desafortunadamente, sufrieron otra baja importante en 1996, cuando uno de sus fundadores, Tommy Olsson, se unió a Theatre of Tragedy.  El vacío fue llenado por  Frankie Bo. Ese mismo año,  Barkved y Olsson formaron Elusive junto al guitarrista Kristian Gundersen 
A  mediados de  1996, ingresó Østen Bergøy como vocalista principal, aunque su activa participación con Tristania no lo hizo vincularse mucho tiempo con The  Morendoes. En su lagar,  Jøssang asumió el papel de vocalista, guitarrista y principal compositor,  en compañía de un nuevo guitarrista, Thorbjørn Bryne.
En 1999  lanzaron el  segundo disco de la banda, titulado Jump Of Existence
En el 2001, Lanzaron su segundo álbum Daemons Are Forever.
Después de una larga pausa  desde el  2001, la banda se volvió  a montar en 2014 y lanzaron el Demo Morning Star.

## Miembros
- Østen Bergøy (Voz) (Long Night, Ex-Tristania)
- Jon Eirik Steinstø (teclados)
- Sveinung Eie (Bajo)
- Jon Arve Jøssang  (Voz, Guitarra)
- Tommy Olsson (Guitarra) (Long Night, Ex-Elusive, Ex-Theatre of Tragedy)
- Frank Vidar Bøe  (Batería)

### Exmiembros
- Jan Kenneth Barkved (Voz) (Ex-Elusive, Ex-Tristania, Ex-Sirenia, fallecido en 2009)
- Thorbjørn Bryne (Guitarra)
- Lars Bjørnar (Batería)

## Discografía
- There Is No Salvation (EP, 1994)
- Jump Of Existence (1999)
- Daemons are Forever (2001)
- Morning Star (Demo, 2014)